# Gekijōban Yu-Gi-Oh! - Chōyūgō! Jikū o koeta kizuna
Gekijōban Yu-Gi-Oh! - Chōyūgō! Jikū o koeta kizuna (劇場版 遊☆戯☆王 〜超融合!時空を越えた絆〜?, lett. Yu-Gi-Oh! Il film: Superfusione! Un legame che supera lo spazio-tempo), talvolta semplicemente abbreviato come Yu-Gi-Oh! 10th, è un film d'animazione del 2010 diretto da Kenichi Takeshita.
Pellicola giapponese in 3D, ispirata alla serie Yu-Gi-Oh! di Kazuki Takahashi, proiettata il 23 gennaio 2010 nelle sale, creata per celebrare il 10º anniversario dell'anime Yu-Gi-Oh! Duel Monsters prodotto da NAS. Il lungometraggio è un crossover delle tre serie animate: Yu-Gi-Oh! Duel Monsters, Yu-Gi-Oh! GX e Yu-Gi-Oh! 5D's.
Il film è inedito in Italia.
In questo film i tre protagonisti delle serie di animazione, Yugi Mutō, Jaden Yuki e Yusei Fudo si ritrovano insieme a causa di un paradosso dimensionale. L'avversario da battere si chiama Paradox e usa le versioni "Maligne" delle carte più famose delle tre serie.

## Trama
Jaden si trova a Venezia, mentre scappa da un personaggio misterioso che lo attacca con Cyber Drago Finale, Drago Arcobaleno e un terzo drago misterioso (che si rivelerà poi essere Drago Polvere di Stelle). Per difendersi Jaden evoca Neos Eroe Elementale.
Nel frattempo, a Nuova Città di Domino, Yusei, Jack Atlas e Crow Hogan stanno facendo un duello Turbo, quando compare il personaggio misterioso che sfida Yusei a duello; non appena quest'ultimo evoca Drago Polvere di Stelle, il drago viene assorbito da una carta dell'avversario, il quale sparisce nel nulla. Privato del suo mostro più forte, Yusei torna nella sua officina con Jack e Crow. I tre vengono raggiunti da Leo, Luna e Akiza, che mostrano loro un articolo risalente a diversi decenni prima dove Yugi veniva premiato dal creatore di Duel Monsters, Maximillion Pegasus, seguito da un altro articolo dove Drago Polvere di Stelle portava scompiglio in Europa. Mentre realizzano che il drago si trova nel passato, la città inizia a sgretolarsi sotto i loro occhi. All'improvviso il Drago Cremisi si illumina sui tatuaggi dei cinque Predestinati e sulla Duel Runner di Yusei, che capisce di dover sfruttare la forza del drago per viaggiare nel passato.
A Venezia, Jaden sta per essere sopraffatto dal duellante misterioso, quando arriva Yusei a salvarlo, mentre il nemico fugge. Sfruttando le cronache del tempo di Jaden, quest'ultimo e Yusei individuano una distorsione temporale, e quando anche Neos Eroe Elementale sparisce e Venezia inizia a sgretolarsi, viaggiano nel passato fino a Domino, dove vive Yugi.
A Domino c'è un torneo di Duel Monsters in presenza di Pegasus, al quale assistono anche Yugi e il nonno Solomon. All'improvviso un attacco del duellante misterioso fa crollare un palazzo, che causa la morte di diverse persone fra cui Pegasus e Solomon. Mentre Yugi piange la scomparsa del nonno, un bagliore lo acceca e il ragazzo viene riportato indietro nel tempo di alcuni minuti dal Drago Cremisi, a poco prima dell'attentato. Fa quindi la conoscenza di Jaden e Yusei, e dopo aver fatto allontanare le persone dalla piazza, si trovano faccia a faccia con il duellante misterioso, che rivela di chiamarsi Paradox e di venire da un futuro lontano dove tutto è in rovina. Il suo scopo è viaggiare nel tempo per mandare tutto in rovina e far sì che il suo futuro sia migliore, e per farlo deve eliminare Pegasus, colpevole di aver creato il Duel Monsters. Yugi, Jaden e Yusei sfidano Paradox a Duello, dove il malvagio duellante usa un Deck di draghi famosi della saga di Yu-Gi-Oh, in versione maligna. Alla fine i tre duellanti riescono a sconfiggere Paradox con un attacco combinato di Mago Nero, Neos Eroe Elementale e Drago Polvere di Stelle, e ciascuno torna nelle rispettive epoche, riportate alla normalità.

## Distribuzione
Il film è uscito il 23 gennaio 2010 in Giappone, il 23 febbraio 2011 negli Stati Uniti, il 28 aprile successivo in Francia e il 14 maggio nel Regno Unito. In Brasile è stato pubblicato nel 2016 su Netflix.
Il 25 luglio 2011 è uscita la versione in DVD e Blu-ray, contenente sia versione giapponese prodotta dalla NAS che quella americana adattata dalla 4Kids Entertainment.
Nonostante esista l'adattamento americano della 4Kids (dalla quale l'Europa ha sempre attinto per la pubblicazione dell'anime), nel resto dell'Europa il film è inedito.